# Gilla böcker
Gilla böcker är ett svenskt bokförlag grundat 2010 som främst ger ut barn- och ungdomslitteratur.

## Historik
Gilla böcker grundades 2010 av Ada Wester och Anna Danielsson Levin. Wester var även med och grundade förlaget X Publishing.
Gilla böcker har bland annat gett ut Jenny Jägerfelds böcker, Jägerfeld fick Augustpriset 2011 för sin roman Här ligger jag och blöder.
Sedan september 2015 är Gilla Böcker en del av barn- och ungdomsboksförlaget Lilla Piratförlaget.